# Liste der Statthalter von Dakien
Als Dakien bzw. Provinz Dacia wurde in der Antike ein Gebiet bezeichnet, das ungefähr dem heutigen Rumänien entspricht. Seit etwa dem 5. Jahrhundert v. Chr. von thrakischen Völkern wie Daker und Geten besiedelt, wurde es zur Zeit des Dakerkönigs Decebalus in den Jahren 102 bis 106 von den Römern im Rahmen der sogenannten Dakerkriege erobert.
Für die Jahre 117 bis 168, als Dakien in drei Teilprovinzen geteilt war, werden im Folgenden nur die Statthalter von Dacia superior (Oberdakien) aufgelistet, welches geografisch dem Zentrum des dakischen Siedlungsgebietes entsprach (etwa Banat bis zentrales Siebenbürgen). Dacia inferior reichte zur Donaugrenze (Moesia) und die Nordprovinz Porolissensis über die Ostkarpaten zum Pruth.
An einigen Stellen hat die Auflistung Lücken, da die betreffenden Statthalter dieser Zeit unbekannt sind. Fragezeichen hinter manchen Jahreszahlen bedeuten, dass das angegebene Datum nach heutigem Forschungsstand nicht gesichert ist.
[…] bedeutet, dass der Name des Statthalters nicht vollständig überliefert ist. Manche Namen können nicht zweifelsfrei entziffert werden; in solchen Fällen verzichtet die Liste auf eine Angabe ungesicherter Namensteile bzw. richtet sich nach den allgemein anerkannten Interpretationen.

## 102–106: Militärverwaltung
- Cn. Pinarius Aemilius Cicatricula Pompeius Longinus (wahrscheinlich Befehlshaber über die Legionen IV Flavia und XIII Gemina)

## 106–117: Provinz Dakien (Dacia)
- Iulius Sabinus (106–107/109)
- D. Terentius Scaurianus (?109–?110)
- C. Avidius Nigrinus (110/112–?115)
- C. Iulius Quadratus Bassus (117)

## 117–168: Provinz Oberdakien (Dacia superior)
- Cn. Minicius Faustinus Sex. Iulius Severus (119/120–127)
- Ti. Claudius […] (127–132)
- Egnatius […] (127–132)
- Cn. Papirius Aelianus Aemilius Tuscillus (132–135)
- C. Iulius Bassus (135–138)
- L. Annius Fabianus (138/139–141/142)
- Q. Mustius Priscus (141/142–144)
- P. Orfidius Senecio (?144/146–146/148)
- C. Curtius Iustus (148–150/151)
- M. Sedatius Severianus (150/151–153)
- L. Iulius Proculus (?152–?156)
- M. Statius Priscus Licinius Italicus (156/157–158)
- P. Furius Saturninus (159–161/162)
- P. Calpurnius Proculus Cornelianus (161/162–?164)
- Ti. Iulius Flaccinus (?164–?168)
- Calpurnius Iulianus (?153–?156 oder ?164–?166) es ist umstritten, ob er Statthalter in Dacia superior war.
- Sex Iulius Aricola (?166–?168)

## 123–168: ProvinzDacia Porolissensis
- Livius Gratus (123)
- Flavius Italicus (130/131–135)
- Clodius Gallus (142)
- M. Macrinius Vindex (151)[1]
- Tib. Claudius Quintilianus (157)[1]
- Volu[sius?] (161 oder 162)[1]
- L. Sempronius Ingenuus (164)

## 168–271: Provinz Dakien mit drei Provinzteilen (Tres Daciae)
- Marcus Claudius Fronto (168–170)
- Sextus Cornelius Clemens (170–?172)
- L. Tusidius Campester ? (?172–?174/175)
- L. Aemilius Carus (?174/175–?177)
- C. Arrius Antoninus (?177?–?178)
- P. Helvius Pertinax (?178–?179)
- C. Vettius Sabinianus Iulius Hospes (?179–?182)
- C. Pescennius Niger (?180/183)
- L. Vespronius Candidus Sallustius Sabinianus (183/185)
- C. C... Hasta (vor ?185/193)
- Pollienus Auspex (um ?190–?192/193)
- Q. Aurelius Polus Terentianus (?192–194/195)
- P. Septimius Geta (194/195–?197)
- Herennius Gemellinus (198/208)
- L. Octavius Iulianus (um 200/201)
- L. Pomponius Liberalis (um 202–204)
- P.? Mevius Surus (?205)
- Cl(audius?) Gallus (205/209)
- C. Iulius Maximinus (208–?210)
- […] Postumus (211/212)
- L. Marius Perpetuus (?212/213–214/215)
- C. Iulius Septimius Castinus (?214/215–217)
- Marcius Claudius Agrippa (217/218)
- Iasdius Domitianus (?233/235)
- M.? Cuspidius Flaminius Severus (?235–?236)
- Q. Iulius Licinianus? (?237–238)
- D. Simonius Proculus Iulianus (?241–?243)
- M. Veracilius Verus (vermutlich unter Kaiser Commodus, vielleicht auch Anfang 3. Jh.)
- […] Ianuarius […] (um die Jahrhundertwende 2. Jh./3. Jh.)